# 34 Dywizja Piechoty (III Rzesza)
34 Dywizja Piechoty (niem. 34. Infanterie-Division) – niemiecka dywizja z czasów II wojny światowej, uczestniczyła w agresji na Francję, ataku na Związek Radziecki i walkach z aliantami zachodnimi we Włoszech.

## Formowanie i walki
34 Dywizja Piechoty sformowana została na mocy rozkazu 1 kwietnia 1936, miejsce stacjonowania sztabu Koblencja. Stacjonowała w XII Okręgu Wojskowym. Dywizja 19 września 1939 przekazała do 72 Dywizji Piechoty 105 pułk piechoty oraz II/34 pułk artylerii. Oddziały zastąpione zostały przez 253 pułk piechoty oraz 794 dywizjon artylerii lekkiej. W czasie niemieckiej agresji na Polskę w 1939 stacjonowała przy granicy francuskiej i nie uczestniczyła w działaniach w Polsce. W 1940 brała udziała w agresji na Francję. Do maja 1941 roku stacjonowała w Belgii. Po przetransportowaniu do okupowanej Polski od 22 czerwca 1941 uczestniczyła w ataku na Związek Radziecki. W 1944 została wycofana na Niemiec i po uzupełnieniach skierowana na front do Włoch. Do niewoli 34 DP oddała się  armii USA  w Coumo.

## Dowódcy dywizji
- gen. por. Erich Lüdke 7.03.1936 – 1.10.1937;
- gen. mjr Max von Viebahn 1.10.1937 – 1.03.1938;
- gen. por. Friedrich Bremer 1.03.1938 – 19.07.1939;
- gen. por. Hans Behlendorff 19.07.1939 – 11.5.1940;
- gen. por. Werner Sanne 11.05.1940 – 1.10.1940;
- gen. por. Hans Behlendor 1.10.1940 – 18.10.1941;
- gen. por. Friedrich Fürst 18.10.1941 – 5.09.1942;
- gen. por. Theodor Scherer 5.09.1942 – 2.11.1942;
- gen. por. Friedrich Hochbaum 2.11.1942 – 31.05.1944;
- gen. por. Theodor Lieb 31.05.1944 – 1945;
- płk Ferdinand Hippel 1945–1945.

## Struktura organizacyjna
Skład w sierpniu 1939
- 80 pułk piechoty: miejsce postoju sztabu, I, II, III batalionu oraz II rezerwowego batalionu – Koblencja, I rezerwowego batalionu – Montabaur;
- 105 pułk piechoty: miejsce postoju sztabu, I, II batalionu – Trewir, III batalionu – Wittlich, rezerwowego batalionu – Neuwied;
- 107 pułk piechoty: miejsce postoju sztabu, I, III batalionu – Idar – Oberstein, II batalionu – Bad Kreuznach;
- 34 pułk artylerii: miejsce postoju sztabu, I i II dywizjonu – Trewir, III dywizjonu – Idar – Oberstein;
- I dywizjon 70 pułku artylerii ciężkiej: miejsce postoju – Koblenz – Niederlahnstein;
- 34 batalion pionierów: miejsce postoju – Koblencja;
- 34 oddział przeciwpancerny: miejsce postoju –Wittich;
- 34 oddział łączności: miejsce postoju – Koblencja;
- 34 oddział obserwacyjny: miejsce postoju – Koblencja;

Skład we wrześniu 1939
80, 105 i 107 pułk piechoty, 34 pułk artylerii, I/70 pułk artylerii ciężkiej 43 batalion pionierów, 34 oddział rozpoznawczy, 34 oddział przeciwpancerny, 34 oddział łączności, 34 polowy batalion zapasowy;
Skład w październiku 1939
80, 107 i 253 pułk piechoty, 34 pułk artylerii, I/70 pułk artylerii ciężkiej 43 batalion pionierów, 34 oddział rozpoznawczy, 34 oddział przeciwpancerny, 34 oddział łączności, 34 polowy batalion zapasowy;
Skład w maju 1944
80, 107, 253 pułk grenadierów, 34 pułk artylerii, 34 batalion pionierów 34 batalion fizylierów, 34 oddział przeciwpancerny, 34 oddział łączności, 34 polowy batalion zapasowy